# Meisterschaft (Sport)
Im Sport ist eine Meisterschaft ein sportlicher Wettbewerb, in dem die besten Teilnehmer einer bestimmten Disziplin ermittelt werden.
Meisterschaften werden regional abgestuft durchgeführt (z. B. Stadt-, Kreis-, Bezirks-, Landes-, Bundes-, Europa-, Weltmeisterschaften) und in den meisten Sportarten auf nationaler Ebene jährlich, international in mehrjährigem Rhythmus ausgetragen.
Meisterschaften werden von Einzelpersonen oder Mannschaften ausgetragen. In der Regel erhalten die drei Erstplatzierten eine Auszeichnung in Form einer Medaille oder eines Pokals. Das Metall des Siegers ist goldfarben, des Zweiten silberfarben und des Dritten bronzefarben. Bei vielen Sportarten erhalten die Gewinner auch einen Geldpreis.
Die Ermittlung der Gewinner erfolgt mit Messmitteln bzw. Messgeräten (z. B. Stoppuhr, Maßband) oder im direkten Vergleich der Konkurrenten, in Vor- und Finalrunden (siehe Turnierform).

## Meisterschaften
nach Disziplin:
- Alle Sportarten (Leichtathletik, Wasser-, Rad-, Ball-, Winter-, Motorsport usw.)
- Tiersportarten (Pferde-, Hunderennen usw.)
- Spaßsportarten/Funsport (Handy-Weitwurf, Axtwerfen usw.)
- Fertigkeiten in Berufsgruppen (Kochen, Pflügen usw.)
- Spiele (Schach, Skat, Domino usw.)
- Andere (Lesen, Rechnen, Denksport usw.)

nach Region:
- Stadtmeisterschaft
- Kreismeisterschaft
- Bezirksmeisterschaft
- Regionalmeisterschaft
- Landesmeisterschaft
- Nationale Meisterschaften, z. B. Deutsche Meisterschaft
- Kontinentalmeisterschaften (Europa-, Asien-, Afrika-, Amerika-, Nordamerika-, Südamerika-, Ozeanienmeisterschaften)
- Weltmeisterschaft

nach politischer Zusammengehörigkeit:
- Commonwealth Games

nach Geschlecht:
- Meisterschaft der Frauen oder Männer.

nach Gruppen:
- Jugendmeisterschaft/Jahrgangsmeisterschaft
- Senioren-Meisterschaft
- Behinderten-Meisterschaft
- Firmenmeisterschaft (firmenintern oder -übergreifend (Betriebssportmeisterschaft))
- Amateurmeisterschaft
- Profimeisterschaft
- Berufsgruppen-Meisterschaft (z. B. Polizeimeisterschaft im Marathonlauf)
- Universiade für Studierende